# Santa Perpètua de Mogoda
Santa Perpètua de Mogoda est une commune espagnole de la comarque du Vallès Occidental dans la province de Barcelone de la Communauté autonome de Catalogne. Sa population s'élève à 25 466 habitants en 2015.

## Personnalités liées à la commune
- Jordi Cuixart (1975-) : industriel et un militant souverainiste, né à Santa Perpètua de Mogoda.